# Chris Adler
Christopher James Adler (23 de noviembre de 1972) es un baterista norteamericano, más conocido por haber sido integrante del grupo de groove metal Lamb of God y haber pertenecido brevemente a la banda de thrash metal Megadeth. Es el hermano mayor de su compañero de banda y guitarrista Willie Adler.

## Biografía
Adler acudió a la escuela Bishop Ireton High School en Alexandria, (Virginia) y cursó sus estudios universitarios en Virginia Commonwealth University en Richmond (Virginia), en donde conoció a sus actuales compañeros de banda John Campbell y Mark Morton. Antes de dedicarse por completo a Lamb Of God, Adler desarrolló una carrera como ingeniero de redes (Adler es certificado por Microsoft). 
Adler admite que incluso hoy en día se pone nervioso antes de los recitales a gran escala: «Debo ver el video cuando finalizamos porque entro en una especie de laguna y sólo funciono con base en la adrenalina y la memoria muscular.» Su canción favorita para tocar en vivo es Hourglass.
Adler es vegano como su compañero John Campbell lo cual se refleja en algunas de las canciones de la banda.
Al preguntarle qué diferencia al álbum Wrath de sus trabajos anteriores, Adler respondió:

Estoy feliz de haberlo completado porque ha sido la ejecución más intensa en mucho tiempo (desde As The Palaces Burn) y me probé a mí mismo que aún conservo el toque. Este material nuevo es poderoso. Este álbum va a ser más agresivo que los dos anteriores. Volvemos a las cosas horrendas.
[cita requerida]
En junio de 2013 entra a formar parte de manera oficial en la banda canadiense Protest the hero.
En 2015 es llamado para colaborar con Megadeth tras la salida de Shawn Drover. El 28 de marzo, Megadeth sube a las redes sociales una foto de Chris con la polera del grupo, de esta manera confirmando la integración de Adler a la banda.
En julio de 2016, Adler deja de colaborar con Megadeth, dejando el puesto de baterista a Dirk Verbeuren que actualmente es miembro permanente del grupo.

## Equipo
Adler usa baterías Mapex de la serie Saturn, su propia serie de redoblante Black Panther de 12x5.5" (es el primer artista Mapex en tener su propia serie de redoblantes) y herrajes Gibraltar. También patrocina los parches Aquarian, las baquetas Pro-Mark, pedales para bombo TrickV-1 PRO y platillos Meinl; de hecho, colaboró con Meinl en el diseño del MB20 Pure Metal Ride de 24 pulgadas y el Soundcaster Custom Distortion Splash de 12 pulgadas. También utiliza pads Roland y un módulo TD-7 para disparar un 808.

### Configuración
- Batería Mapex y platillos Meinl (2009)[3]
- Batería - Mapex Saturn Series
  - 10x9" Tom
  - 12x10" Tom
  - 16x16" Tom de piso
  - 18x16" Tom de piso
  - 22x18" Bombo (x2)
  - 12x5.5" Redoblante Black Panther, Chris Adler Signature
- Platillos–

Meinl Percussion
(2009)
- - De derecha a izquierda:
  - 14" Generation X Filter China
  - 14" Soundcaster Custom Medium Soundwave Hihat (arriba), 14" Byzance Dark Hihat (abajo)
  - 8" Classics High Bell
  - 12" Soundcaster Custom Distortion Splash
  - 8" Byzance Splash
  - 14" Soundcaster Custom Medium Crash (x2)
  - 16" Mb8 Medium Crash
  - 8" Byzance Splash
  - 14" Soundcaster Custom Medium Soundwave Hihat (arriba), 14" Byzance Dark Hihat (abajo)
  - 18" Byzance Medium Thin Crash
  - 24" Mb20 Pure Metal Ride
  - 17" Byzance China (Prototipo)
  - 16" Generation X Filter China
- Herrajes[5]
  - Pedales Trick PRO1-V (Antes utilizaba Axis Longboard y DW 9000)[6]
  - Gibraltar Hardware Rack y Clamps
  - Base para platillo Mapex
- Otros[7]
  - Parches Aquarian Force I Bass Drum Batter (con almohadillas), Hi-Energy Snare BatterHead,

Response 2 Clear Tom Batter Heads y Classic Clear Tom Resonant Heads
- - Módulo Roland TD-7
  - Zapatos DB Drum
  - Baquetas Pro-Mark TX5AXW Chris Adler Signature Sticks
  - Roland Single Trigger Pad

## Discografía

### Con Exit-In
- Cinta Demo (1988, independiente)

### Con Calibra
- Cinta Demo (1989, independiente)

### Con Cry Havoc
- Cinta Demo (1993, independiente)

### Con Jettison Charlie
- Hitchhiking to Budapest (1994, Turn of The Century)
- "Legions of The Unjazzed"/"I Love You, You Bastard" EP (1996, Peas Kor Records)

### Con Grouser
- Demo Tape (1996, independiente)

### ConBurn the Priest
- Cinta Demo (1995, independiente)
- Junto con ZED (1997, Goatboy Records)
- Junto con Agents of Satan (1998, Deaf American Recordings)
- Sevens and More (1998, mp3.com)
- Burn the Priest (1998, Legion Records)

### ConLamb of God
- New American Gospel (2000, Prosthetic Records)
- As the Palaces Burn (2003, Prosthetic Records)
- Terror And Hubris DVD (2004, Prosthetic Records)
- Ashes of the Wake (2004, Epic Records)
- Killadelphia DVD (2005, Epic Records)
- Killadelphia (2005, Epic Records)
- Sacrament (2006, Epic Records)
- Sacrament DVD (2006, Epic Records)
- Walk With Me In Hell DVD (2008, Roadrunner Records/Epic Records)
- Wrath (2009, Epic Records/Roadrunner Records)
- Resolution  (2012, Roadrunner Records)
- VII: Sturm und Drang (2015, Epic Records/Nuclear Blast Records)

### Con Protest The Hero
- Volition (2013)

### Con Megadeth
- Dystopia (2016, Tradecraft Records)

### Con EvilDeathInc.
- Bedroom Compilation Casete (1995, FFF)
- "FullOn" Now That's Metal Compilado (1996, mp3.com)
- Sevensand More (1998, mp3.com)

### Solo
- Drum Nation Volume 3 (2006, Magna Carta) feat. Ron Jarzombek
- Chris Adler and Jason Bittner: Live at Modern Drummer Festival 2005 DVD (2006, Hudson Music)